# Ян II Кажимеж
Ян II Кажимеж Васа (на полски: Jan II Kazimierz Waza; на литовски: Jonas Kazimieras Vaza; на беларуски: Ян Казімір Ваза; на украински: Ян II Казимир; на шведски: Johan II Kasimir) е крал на Полша и велик княз на Литва в периода 1648 – 1668 г. Ян е и княз на Ополе (Горна Силезия), а в периода 1648 – 1660 година се именува крал на Швеция. Негови родители са Сигизмунд III (1566 – 1632) и Констанция Австрийска (1588 – 1631). Непосредствен негов предшественик на трона е по-големия му природен брат – Владислав IV.

### Кралски титул
Кралският титул на латински: Ioannes Casimirus, Dei Gratia rex Poloniae, magnus dux Lithuaniae, Russie, Prussiae, Masoviae, Samogitiae, Livoniae, Smolenscie, Severiae, Czernichoviaeque; nec non Suecorum, Gothorum, Vandalorumque haereditarius rex, etc.
Превод: Ян Казимир, по милостта Божия крал полски, велик княз литовски, руски, пруски, мазовецки, жемайтски, ливонски, смоленски, северски, черниговски, и коронован крал на шведи, готи, венди и т.н.
(вендите често са отъждествявани с вандалите – на шведски език кралете се наричат крале на вендите.)
Управление:
По време на управлението му (1648 – 68), третият и последен крал на династията Васа, благородната демокрация попада в упадък в резултат на чужди нашествия и вътрешни безредици. Тези бедствия бързо се умножават и слагат край на полския златен век. Техният ефект е да превърне някога силната държава в крайно уязвима за чужди интервенции. Антиполското въстание начело с Богдан Хмелницки от 1648 – 1657 погълва югоизточните региони от Полската корона; неговите дългосрочни ефекти са разрушителни за Жечпосполита. Първото libretum veto (принцип, който дава правото на който и да е член от Сейма да се противопостави на решенията на мнозинството) е упражнено от депутат от Сейма през 1652 г. Тази практика постепенно ще отслаби критично централното правителство на Полша. Малката Северна война бушува в сърцето на полските земи през 1655 – 1660 толкова брутално и разрушително, че днес е познато в полската история като "Шведския потоп". Великият полски писател Хенрик Сенкевич написва за тези големи събития в полската история романите "Щит и меч" и "Потоп". Войната свършва през 1660 г. с Оливския договор, когато Полша губи някои свои северни територии. През 1657 г. с Велявско-бидгошчкия трактат се установява независимостта на Херцогство Прусия. Силите на Жечпосполита се справят добре в Полско-руската война (1654 – 1667), но крайният резултат е окончателното поделяне на Украйна между Полша и Русия, както е договорено в Андрусовското примирие (1667). Към края на войната въстанието срещу краля, предвождано от Любомирски – голям полски магнат, дестабилизира и отслабва държавата. Големите нападения на кримските татари за пленяване на роби също имат силно вредни последици за полската икономика. Merkuriusz Polski Ordynaryjny, публикуван през 1661 г., е първият полски вестник. 
Абдикиране и смърт:
Наскърбен от скорошната смърт на жена си Луиза Мария Гонзага и нервно изтощен от катастрофалните политически неуспехи на управлението си, Ян II Кажимеж абдикира от трона през 1668 г. и отива във Франция. Умира в изгнание на 16.12.1672 г. ма 63 г. в град Невер.